# Urosigalphus novissimus
Urosigalphus novissimus är en stekelart som beskrevs av Gibson 1972. Urosigalphus novissimus ingår i släktet Urosigalphus och familjen bracksteklar. Inga underarter finns listade i Catalogue of Life.